# Harich
Harich – wieś położona w północnej Holandii, we Fryzji, w gminie De Fryske Marren w pobliżu dużo większej miejscowości Balk. Do 2014 roku wieś znajdowała się na obszarze zlikwidowanej gminy Gaasterland-Sloten. W 2023 roku wieś liczyła 520 mieszkańców.